# CONCACAF Gold Cup 2017
De CONCACAF Gold Cup 2017 is de veertiende editie van de CONCACAF Gold Cup, het voetbalkampioenschap van Noord- en Centraal-Amerika en de Caraïben. Het toernooi wordt gehouden in de Verenigde Staten. De titelverdediger is Mexico, dat twee jaar eerder Jamaica in de finale versloeg met 3–1. Het toernooi begon op 7 juli en eindigde op 26 juli met de finale tussen de Verenigde Staten en Jamaica. De Verenigde Staten is winnaar van dit toernooi, in de finale versloegen zij Jamaica met 2–1. De winnaar van dit toernooi speelt tegen de winnaar van de Gold Cup van 2019 om de CONCACAF Cup 2019.

## CFU–UNCAF play-off
Een play-off over 2 wedstrijden tussen de nummer 5 van de Cariben en de nummer 5 van de Copa Centroamericana 2017. De winnaar plaatste zich voor de Gold Cup. Haïti plaatste zich voor de play-off als nummer 5 van de Cariben en Nicaragua als nummer 5 van de UNCAF. De heenwedstrijd werd gespeeld op 24 maart 2017 in het Sylvio Catorstadion in Port-au-Prince, Haïti. Haïti won de wedstrijd met 3–1. De terugwedstrijd werd gespeeld op 28 maart 2017 in het Estadio Nacional in Managua, Nicaragua. Nicaragua won de wedstrijd, dankzij een hattrick van Juan Barrera, met 3–0 en plaatste zich zodoende voor het hoofdtoernooi.
Deelnemende landen
- Haïti
- Nicaragua

Eerste duel
|                                                |                                     |       |               |                                                                        |
| 24 maart 2017 «onderlinge duels» 19:00 (UTC−5) | Haïti                               | 3 – 1 | Nicaragua     | Sylvio Catorstadion, Port-au-Prince Scheidsrechter: Drew Fischer (CAN) |
| 24 maart 2017 «onderlinge duels» 19:00 (UTC−5) | Louis 17' Guerrier 39' Lafrance 55' |       | 86' Chavarría | Sylvio Catorstadion, Port-au-Prince Scheidsrechter: Drew Fischer (CAN) |

Tweede duel
|                                                |                              |       |       |                                                             |
| 28 maart 2017 «onderlinge duels» 19:00 (UTC−6) | Nicaragua                    | 3 – 0 | Haïti | Estadio Nacional, Managua Scheidsrechter: Jorge Rojas (MEX) |
| 28 maart 2017 «onderlinge duels» 19:00 (UTC−6) | Barrera 85' (pen.), 87', 90' |       |       | Estadio Nacional, Managua Scheidsrechter: Jorge Rojas (MEX) |

Nicaragua wint met 4–3 over twee wedstrijden en plaatst zich voor het hoofdtoernooi.

## Geplaatste landen

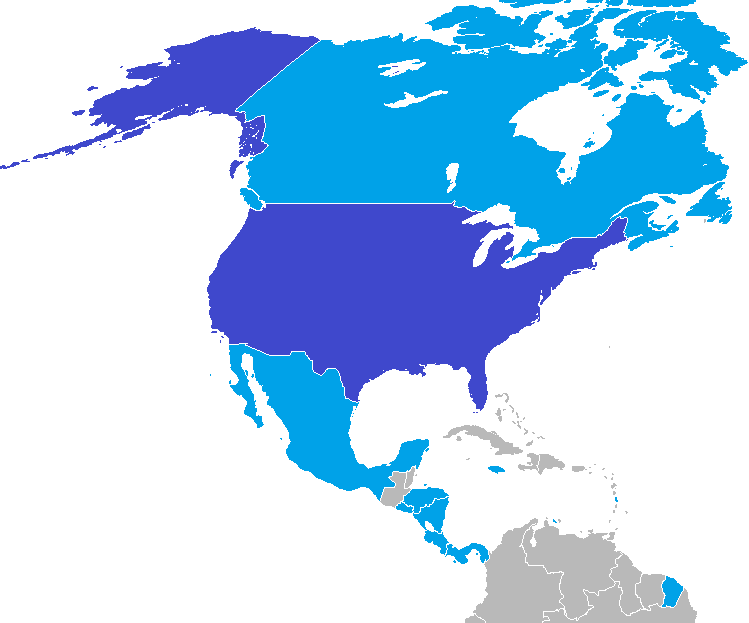
Gastland
Deelnemende landen

| Team                                                                                                  | Kwalificatie                  | Aantal deelnames       |
| Noord-Amerikaanse zone                                                                                | Noord-Amerikaanse zone        | Noord-Amerikaanse zone |
| --- | ----------------------------- | ---------------------- |
| Verenigde Staten                                                                                      | Automatisch geplaatst         | 14e                    |
| Mexico                                                                                                | Automatisch geplaatst         | 14e                    |
| Canada                                                                                                | Automatisch geplaatst         | 13e                    |
| Caraïben gekwalificeerd na deelname aan de Caribbean Cup 2017                                         |                               |                        |
| Curaçao                                                                                               | Kwalificatietoernooi (eerste) | 1ste                   |
| Jamaica                                                                                               | Kwalificatietoernooi (tweede) | 10e                    |
| Frans-Guyana                                                                                          | Kwalificatietoernooi (derde)  | 1ste                   |
| Martinique                                                                                            | Kwalificatietoernooi (vierde) | 5e                     |
| Centraal-Amerika gekwalificeerd na deelname aan de Copa Centroamericana 2017                          |                               |                        |
| Honduras                                                                                              | Kampioen                      | 13e                    |
| Panama                                                                                                | Tweede                        | 8e                     |
| El Salvador                                                                                           | Derde                         | 10e                    |
| Costa Rica                                                                                            | Vierde                        | 13e                    |
| Play-offwedstrijd tussen de nummer 5 van de Caribbean en de nummer 5 van de Copa Centroamericana 2017 |                               |                        |
| Nicaragua                                                                                             | CFU–UNCAF play-off            | 2e                     |

## Speelsteden
Op 19 december 2016 werd bekendgemaakt in welke speelsteden en stadions de wedstrijden van dit toernooi worden gespeeld. Voor het FirstEnergy Stadium, Nissan Stadium, Levi's Stadium en Alamodome is het de eerste keer dat er een Gold Cup-wedstrijd wordt gespeeld. In ieder stadion dat wordt gebruikt voor de groepsfase zullen 2 wedstrijden worden gespeeld. Die wedstrijden staan achter elkaar op het programma en zijn steeds in dezelfde poule. Dat geldt ook voor Lincoln Financial Field en University of Phoenix Stadion, waar achter elkaar steeds 2 kwartfinales staan gepland. De finale zal in het Levi's Stadion zijn, in Santa Clara. 
| Cleveland                      |                                | Denver                         |  | Frisco    |  |
| FirstEnergy Stadium            | Sports Authority Field         | Toyota Stadium                 |  |           |  |
| 41° 30′ 22″ NB, 81° 41′ 58″ WL | 39° 44′ 38″ NB, 105° 1′ 12″ WL | 33° 9′ 16″ NB, 96° 50′ 7″ WL   |  |           |  |
| Capaciteit: 67.431             | Capaciteit: 76.125             | Capaciteit: 16.000             |  |           |  |
| Harrison                       |                                | Houston                        |  | Nashville |  |
| Red Bull Arena                 | BBVA Compass Stadium           | Nissan Stadium                 |  |           |  |
| 40° 44′ 12″ NB, 74° 9′ 1″ WL   | 29° 45′ 8″ NB, 95° 21′ 9″ WL   | 36° 9′ 59″ NB, 86° 46′ 17″ WL  |  |           |  |
| Capaciteit: 25.000             | Capaciteit: 22.000             | Capaciteit: 69.000             |  |           |  |
| San Antonio                    |                                | San Diego                      |  | Tampa     |  |
| Alamodome                      | Qualcomm Stadium               | Raymond James Stadium          |  |           |  |
| 29° 25′ 1″ NB, 98° 28′ 44″ WL  | 32° 46′ 59″ NB, 117° 7′ 10″ WL | 27° 58′ 33″ NB, 82° 30′ 12″ WL |  |           |  |
| Capaciteit: 65.000             | Capaciteit: 70.561             | Capaciteit: 65.890             |  |           |  |

| Arlington                     |                                 | Glendale                      |  | Pasadena |  |
| AT&T Stadium                  | University of Phoenix Stadium   | Rose Bowl                     |  |          |  |
| 32° 44′ 52″ NB, 97° 5′ 34″ WL | 33° 31′ 39″ NB, 112° 15′ 45″ WL | 34° 9′ 41″ NB, 118° 10′ 3″ WL |  |          |  |
| Capaciteit: 100.000           | Capaciteit: 63.400              | Capaciteit: 90.000            |  |          |  |
| Philadelphia                  |                                 | Santa Clara                   |  |          |  |
| Lincoln Financial Field       | Levi's Stadium                  |                               |  |          |  |
| 39° 54′ 3″ NB, 75° 10′ 3″ WL  | 37° 24′ 11″ NB, 121° 58′ 12″ WL |                               |  |          |  |
| Capaciteit: 69.596            | Capaciteit: 68.500              |                               |  |          |  |

| Stadions                      | Steden en staten           | · Cleveland · (FirstEnergy Stadium) Denver · (Sports Authority Field) Frisco · (Toyota Stadium) Harrison · (Red Bull Arena) Philadelphia · (Lincoln Financial) Houston · (BBVA Compass Stadium) Nashville · (Nissan Stadium) San Antonio · (Alamodome) San Diego · (Qualcomm Stadium) Tampa · (Raymond James Stadium) Arlington · (AT&T Stadium) Glendale · (University of Phoenix Stadium) Pasadena · (Rose Bowl) Santa Clara · (Levi's Stadium) |
| FirstEnergy Stadium           | Cleveland, Ohio            | · Cleveland · (FirstEnergy Stadium) Denver · (Sports Authority Field) Frisco · (Toyota Stadium) Harrison · (Red Bull Arena) Philadelphia · (Lincoln Financial) Houston · (BBVA Compass Stadium) Nashville · (Nissan Stadium) San Antonio · (Alamodome) San Diego · (Qualcomm Stadium) Tampa · (Raymond James Stadium) Arlington · (AT&T Stadium) Glendale · (University of Phoenix Stadium) Pasadena · (Rose Bowl) Santa Clara · (Levi's Stadium) |
| Sports Authority Field        | Denver, Colorado           | · Cleveland · (FirstEnergy Stadium) Denver · (Sports Authority Field) Frisco · (Toyota Stadium) Harrison · (Red Bull Arena) Philadelphia · (Lincoln Financial) Houston · (BBVA Compass Stadium) Nashville · (Nissan Stadium) San Antonio · (Alamodome) San Diego · (Qualcomm Stadium) Tampa · (Raymond James Stadium) Arlington · (AT&T Stadium) Glendale · (University of Phoenix Stadium) Pasadena · (Rose Bowl) Santa Clara · (Levi's Stadium) |
| Toyota Stadium                | Frisco, Texas              | · Cleveland · (FirstEnergy Stadium) Denver · (Sports Authority Field) Frisco · (Toyota Stadium) Harrison · (Red Bull Arena) Philadelphia · (Lincoln Financial) Houston · (BBVA Compass Stadium) Nashville · (Nissan Stadium) San Antonio · (Alamodome) San Diego · (Qualcomm Stadium) Tampa · (Raymond James Stadium) Arlington · (AT&T Stadium) Glendale · (University of Phoenix Stadium) Pasadena · (Rose Bowl) Santa Clara · (Levi's Stadium) |
| Red Bull Arena                | Harrison, New Jersey       | · Cleveland · (FirstEnergy Stadium) Denver · (Sports Authority Field) Frisco · (Toyota Stadium) Harrison · (Red Bull Arena) Philadelphia · (Lincoln Financial) Houston · (BBVA Compass Stadium) Nashville · (Nissan Stadium) San Antonio · (Alamodome) San Diego · (Qualcomm Stadium) Tampa · (Raymond James Stadium) Arlington · (AT&T Stadium) Glendale · (University of Phoenix Stadium) Pasadena · (Rose Bowl) Santa Clara · (Levi's Stadium) |
| BBVA Compass Stadium          | Houston, Texas             | · Cleveland · (FirstEnergy Stadium) Denver · (Sports Authority Field) Frisco · (Toyota Stadium) Harrison · (Red Bull Arena) Philadelphia · (Lincoln Financial) Houston · (BBVA Compass Stadium) Nashville · (Nissan Stadium) San Antonio · (Alamodome) San Diego · (Qualcomm Stadium) Tampa · (Raymond James Stadium) Arlington · (AT&T Stadium) Glendale · (University of Phoenix Stadium) Pasadena · (Rose Bowl) Santa Clara · (Levi's Stadium) |
| Nissan Stadium                | Nashville, Tennessee       | · Cleveland · (FirstEnergy Stadium) Denver · (Sports Authority Field) Frisco · (Toyota Stadium) Harrison · (Red Bull Arena) Philadelphia · (Lincoln Financial) Houston · (BBVA Compass Stadium) Nashville · (Nissan Stadium) San Antonio · (Alamodome) San Diego · (Qualcomm Stadium) Tampa · (Raymond James Stadium) Arlington · (AT&T Stadium) Glendale · (University of Phoenix Stadium) Pasadena · (Rose Bowl) Santa Clara · (Levi's Stadium) |
| Alamodome                     | San Antonio, Texas         | · Cleveland · (FirstEnergy Stadium) Denver · (Sports Authority Field) Frisco · (Toyota Stadium) Harrison · (Red Bull Arena) Philadelphia · (Lincoln Financial) Houston · (BBVA Compass Stadium) Nashville · (Nissan Stadium) San Antonio · (Alamodome) San Diego · (Qualcomm Stadium) Tampa · (Raymond James Stadium) Arlington · (AT&T Stadium) Glendale · (University of Phoenix Stadium) Pasadena · (Rose Bowl) Santa Clara · (Levi's Stadium) |
| Qualcomm Stadium              | San Diego, Californië      | · Cleveland · (FirstEnergy Stadium) Denver · (Sports Authority Field) Frisco · (Toyota Stadium) Harrison · (Red Bull Arena) Philadelphia · (Lincoln Financial) Houston · (BBVA Compass Stadium) Nashville · (Nissan Stadium) San Antonio · (Alamodome) San Diego · (Qualcomm Stadium) Tampa · (Raymond James Stadium) Arlington · (AT&T Stadium) Glendale · (University of Phoenix Stadium) Pasadena · (Rose Bowl) Santa Clara · (Levi's Stadium) |
| Raymond James Stadium         | Tampa, Florida             | · Cleveland · (FirstEnergy Stadium) Denver · (Sports Authority Field) Frisco · (Toyota Stadium) Harrison · (Red Bull Arena) Philadelphia · (Lincoln Financial) Houston · (BBVA Compass Stadium) Nashville · (Nissan Stadium) San Antonio · (Alamodome) San Diego · (Qualcomm Stadium) Tampa · (Raymond James Stadium) Arlington · (AT&T Stadium) Glendale · (University of Phoenix Stadium) Pasadena · (Rose Bowl) Santa Clara · (Levi's Stadium) |
| AT&T Stadium                  | Arlington, Texas           | · Cleveland · (FirstEnergy Stadium) Denver · (Sports Authority Field) Frisco · (Toyota Stadium) Harrison · (Red Bull Arena) Philadelphia · (Lincoln Financial) Houston · (BBVA Compass Stadium) Nashville · (Nissan Stadium) San Antonio · (Alamodome) San Diego · (Qualcomm Stadium) Tampa · (Raymond James Stadium) Arlington · (AT&T Stadium) Glendale · (University of Phoenix Stadium) Pasadena · (Rose Bowl) Santa Clara · (Levi's Stadium) |
| University of Phoenix Stadium | Glendale, Arizona          | · Cleveland · (FirstEnergy Stadium) Denver · (Sports Authority Field) Frisco · (Toyota Stadium) Harrison · (Red Bull Arena) Philadelphia · (Lincoln Financial) Houston · (BBVA Compass Stadium) Nashville · (Nissan Stadium) San Antonio · (Alamodome) San Diego · (Qualcomm Stadium) Tampa · (Raymond James Stadium) Arlington · (AT&T Stadium) Glendale · (University of Phoenix Stadium) Pasadena · (Rose Bowl) Santa Clara · (Levi's Stadium) |
| Rose Bowl                     | Pasadena, Californië       | · Cleveland · (FirstEnergy Stadium) Denver · (Sports Authority Field) Frisco · (Toyota Stadium) Harrison · (Red Bull Arena) Philadelphia · (Lincoln Financial) Houston · (BBVA Compass Stadium) Nashville · (Nissan Stadium) San Antonio · (Alamodome) San Diego · (Qualcomm Stadium) Tampa · (Raymond James Stadium) Arlington · (AT&T Stadium) Glendale · (University of Phoenix Stadium) Pasadena · (Rose Bowl) Santa Clara · (Levi's Stadium) |
| Lincoln Financial Field       | Philadelphia, Pennsylvania | · Cleveland · (FirstEnergy Stadium) Denver · (Sports Authority Field) Frisco · (Toyota Stadium) Harrison · (Red Bull Arena) Philadelphia · (Lincoln Financial) Houston · (BBVA Compass Stadium) Nashville · (Nissan Stadium) San Antonio · (Alamodome) San Diego · (Qualcomm Stadium) Tampa · (Raymond James Stadium) Arlington · (AT&T Stadium) Glendale · (University of Phoenix Stadium) Pasadena · (Rose Bowl) Santa Clara · (Levi's Stadium) |
| Levi's Stadium                | Santa Clara, Californië    | · Cleveland · (FirstEnergy Stadium) Denver · (Sports Authority Field) Frisco · (Toyota Stadium) Harrison · (Red Bull Arena) Philadelphia · (Lincoln Financial) Houston · (BBVA Compass Stadium) Nashville · (Nissan Stadium) San Antonio · (Alamodome) San Diego · (Qualcomm Stadium) Tampa · (Raymond James Stadium) Arlington · (AT&T Stadium) Glendale · (University of Phoenix Stadium) Pasadena · (Rose Bowl) Santa Clara · (Levi's Stadium) |

## Loting
Op 19 december 2016 werd bekendgemaakt dat de Verenigde Staten en Mexico groepshoofd werden van groepen B en C. en op 14 februari kwam Honduras erbij als groepshoofd van groep A. Dat dit pas later werd bekendgemaakt had te maken met de Copa Centroamericana, die in januari 2017 werd gehouden; Honduras won dat toernooi.
De groepsindelingen werden bekendgemaakt op 7 maart 2017 om 22:00 uur lokale tijd (UTC−8) in het Levi's Stadium in Santa Clara.

## Groepsfase
Beslissingscriteria
1. Aantal punten in alle groepswedstrijden
2. Doelsaldo in alle groepswedstrijden
3. Meeste doelpunten gescoord in alle groepswedstrijden
4. Meeste punten gescoord in de wedstrijd tussen de ploegen met hetzelfde aantal punten
5. Loting

### Groep A
| Pos | Land         | Wed | Win | Gel | Ver | DV | DT | +/− | Pnt |
| --- | ------------ | --- | --- | --- | --- | -- | -- | --- | --- |
| 1   | Costa Rica   | 3   | 2   | 1   | 0   | 5  | 1  | +4  | 7   |
| 2   | Canada       | 3   | 1   | 2   | 0   | 5  | 3  | +2  | 5   |
| 3   | Honduras     | 3   | 1   | 1   | 1   | 3  | 1  | +2  | 4   |
| 4   | Frans-Guyana | 3   | 0   | 0   | 3   | 2  | 10 | –8  | 0   |

|                           |                        |       |                                           |                                                                                      |
| 7 juli 2017 19:00 (UTC−4) | Frans-Guyana           | 2 – 4 | Canada                                    | Red Bull Arena, Harrison, New Jersey Toeschouwers: 25.817 Scheidsrechter: John Pitti |
| 7 juli 2017 19:00 (UTC−4) | Contout 69' Privat 70' |       | 28' Jaković 45+2' Arfield 60', 85' Davies | Red Bull Arena, Harrison, New Jersey Toeschouwers: 25.817 Scheidsrechter: John Pitti |

|                                              |          |           |            | |
| 7 juli 2017 «onderlinge duels» 21:00 (UTC−4) | Honduras | 0 – 1     | Costa Rica | Red Bull Arena, Harrison, New Jersey Toeschouwers: 25.817 Scheidsrechter: Walter López Castellanos |
| 7 juli 2017 «onderlinge duels» 21:00 (UTC−4) |          | 39' Ureña |            | Red Bull Arena, Harrison, New Jersey Toeschouwers: 25.817 Scheidsrechter: Walter López Castellanos |

|                                               |            |       |            |                                                                                       |
| 11 juli 2017 «onderlinge duels» 18:30 (UTC−5) | Costa Rica | 1 – 1 | Canada     | BBVA Compass Stadium, Houston, Texas Toeschouwers: 12.019 Scheidsrechter: Mark Geiger |
| 11 juli 2017 «onderlinge duels» 18:30 (UTC−5) | Calvo 42'  |       | 26' Davies | BBVA Compass Stadium, Houston, Texas Toeschouwers: 12.019 Scheidsrechter: Mark Geiger |

|                            |          |       |              |                                                                                          |
| 11 juli 2017 21:00 (UTC−5) | Honduras | 3 – 0 | Frans-Guyana | BBVA Compass Stadium, Houston, Texas Toeschouwers: 12.019 Scheidsrechter: Yadel Martínez |
| 11 juli 2017 21:00 (UTC−5) |          |       |              | BBVA Compass Stadium, Houston, Texas Toeschouwers: 12.019 Scheidsrechter: Yadel Martínez |

|                            |                                            |       |              |                                                                                           |
| 14 juli 2017 18:30 (UTC−5) | Costa Rica                                 | 3 – 0 | Frans-Guyana | Toyota Stadium, Frisco, Texas Toeschouwers: 10.098 Scheidsrechter: César Ramos Palazuelos |
| 14 juli 2017 18:30 (UTC−5) | Rodríguez 4' Wallace 79' David Ramírez 83' |       |              | Toyota Stadium, Frisco, Texas Toeschouwers: 10.098 Scheidsrechter: César Ramos Palazuelos |

|                                               |        |       |          |                                                                                 |
| 14 juli 2017 «onderlinge duels» 21:00 (UTC−5) | Canada | 0 – 0 | Honduras | Toyota Stadium, Frisco, Texas Toeschouwers: 10.098 Scheidsrechter: Joel Aguilar |
| 14 juli 2017 «onderlinge duels» 21:00 (UTC−5) |        |       |          | Toyota Stadium, Frisco, Texas Toeschouwers: 10.098 Scheidsrechter: Joel Aguilar |

### Groep B
| Pos | Land             | Wed | Win | Gel | Ver | DV | DT | +/− | Pnt |
| --- | ---------------- | --- | --- | --- | --- | -- | -- | --- | --- |
| 1   | Verenigde Staten | 3   | 2   | 1   | 0   | 7  | 3  | +4  | 7   |
| 2   | Panama           | 3   | 2   | 1   | 0   | 6  | 2  | +4  | 7   |
| 3   | Martinique       | 3   | 1   | 0   | 2   | 4  | 6  | –2  | 3   |
| 4   | Nicaragua        | 3   | 0   | 0   | 3   | 1  | 7  | –6  | 0   |

|                                              |                  |       |             |                                                                                             |
| 8 juli 2017 «onderlinge duels» 15:30 (UTC−5) | Verenigde Staten | 1 – 1 | Panama      | Nissan Stadium, Nashville, Tennessee Toeschouwers: 47.622 Scheidsrechter: Fernando Guerrero |
| 8 juli 2017 «onderlinge duels» 15:30 (UTC−5) | Dwyer 50'        |       | 60' Camargo | Nissan Stadium, Nashville, Tennessee Toeschouwers: 47.622 Scheidsrechter: Fernando Guerrero |

|                           |                          |       |           |                                                                                       |
| 8 juli 2017 18:00 (UTC−5) | Martinique               | 2 – 0 | Nicaragua | Nissan Stadium, Nashville, Tennessee Toeschouwers: 5.515 Scheidsrechter: Kimbell Ward |
| 8 juli 2017 18:00 (UTC−5) | Parsemain 35' Langil 66' |       |           | Nissan Stadium, Nashville, Tennessee Toeschouwers: 5.515 Scheidsrechter: Kimbell Ward |

|                                               |                     |       |               |                                                                                         |
| 12 juli 2017 «onderlinge duels» 18:30 (UTC−4) | Panama              | 2 – 1 | Nicaragua     | Raymond James Stadium, Tampa, Florida Toeschouwers: 23.368 Scheidsrechter: Drew Fischer |
| 12 juli 2017 «onderlinge duels» 18:30 (UTC−4) | Díaz 50' Torres 57' |       | 48' Chavarría | Raymond James Stadium, Tampa, Florida Toeschouwers: 23.368 Scheidsrechter: Drew Fischer |

|                            |                              |       |                    |                                                                                           |
| 12 juli 2017 20:30 (UTC−4) | Verenigde Staten             | 3 – 2 | Martinique         | Raymond James Stadium, Tampa, Florida Toeschouwers: 23.368 Scheidsrechter: Henry Bejarano |
| 12 juli 2017 20:30 (UTC−4) | Gonzalez 54' Morris 64', 76' |       | 66', 76' Parsemain | Raymond James Stadium, Tampa, Florida Toeschouwers: 23.368 Scheidsrechter: Henry Bejarano |

|                            |                                      |       |            |                                                                                                 |
| 15 juli 2017 16:30 (UTC−4) | Panama                               | 3 – 0 | Martinique | FirstEnergy Stadium, Cleveland, Ohio Toeschouwers: 27.934 Scheidsrechter: Roberto García Orozco |
| 15 juli 2017 16:30 (UTC−4) | Murillo 44' Arroyo 60' G. Torres 67' |       |            | FirstEnergy Stadium, Cleveland, Ohio Toeschouwers: 27.934 Scheidsrechter: Roberto García Orozco |

|                                               |           |                                |                  |                                                                                            |
| 15 juli 2017 «onderlinge duels» 19:00 (UTC−4) | Nicaragua | 0 – 3                          | Verenigde Staten | FirstEnergy Stadium, Cleveland, Ohio Toeschouwers: 27.934 Scheidsrechter: Melvin Matamoros |
| 15 juli 2017 «onderlinge duels» 19:00 (UTC−4) |           | 36' Corona 56' Rowe 88' Miazga |                  | FirstEnergy Stadium, Cleveland, Ohio Toeschouwers: 27.934 Scheidsrechter: Melvin Matamoros |

### Groep C
| Pos | Land        | Wed | Win | Gel | Ver | DV | DT | +/− | Pnt |
| --- | ----------- | --- | --- | --- | --- | -- | -- | --- | --- |
| 1   | Mexico      | 3   | 2   | 1   | 0   | 5  | 1  | +4  | 7   |
| 2   | Jamaica     | 3   | 1   | 2   | 0   | 3  | 1  | +2  | 5   |
| 3   | El Salvador | 3   | 1   | 1   | 1   | 4  | 4  | 0   | 4   |
| 4   | Curaçao     | 3   | 0   | 0   | 3   | 0  | 6  | –6  | 0   |

|                                              |         |                           |         |                                                                                                 |
| 9 juli 2017 «onderlinge duels» 16:00 (UTC−7) | Curaçao | 0 – 2                     | Jamaica | Qualcomm Stadium, San Diego, Californië Toeschouwers: 53.133 Scheidsrechter: Armando Villarreal |
| 9 juli 2017 «onderlinge duels» 16:00 (UTC−7) |         | 58' Williams 73' Mattocks |         | Qualcomm Stadium, San Diego, Californië Toeschouwers: 53.133 Scheidsrechter: Armando Villarreal |

|                                              |                                      |       |             |                                                                                                  |
| 9 juli 2017 «onderlinge duels» 18:00 (UTC−7) | Mexico                               | 3 – 1 | El Salvador | Qualcomm Stadium, San Diego, Californië Toeschouwers: 53.133 Scheidsrechter: Oscar Moncada Godoy |
| 9 juli 2017 «onderlinge duels» 18:00 (UTC−7) | Marín 8' E. Hernández 29' Pineda 55' |       | 10' Bonilla | Qualcomm Stadium, San Diego, Californië Toeschouwers: 53.133 Scheidsrechter: Oscar Moncada Godoy |

|                                               |                      |       |         | |
| 13 juli 2017 «onderlinge duels» 18:00 (UTC−6) | El Salvador          | 2 – 0 | Curaçao | Sports Authority Field at Mile High, Denver, Colorado Toeschouwers: 49.121 Scheidsrechter: Héctor Rodríguez |
| 13 juli 2017 «onderlinge duels» 18:00 (UTC−6) | Mayén 21' Zelaya 24' |       |         | Sports Authority Field at Mile High, Denver, Colorado Toeschouwers: 49.121 Scheidsrechter: Héctor Rodríguez |

|                                               |        |       |         | |
| 13 juli 2017 «onderlinge duels» 20:00 (UTC−6) | Mexico | 0 – 0 | Jamaica | Sports Authority Field at Mile High, Denver, Colorado Toeschouwers: 49.121 Scheidsrechter: Ricardo Monteiro |
| 13 juli 2017 «onderlinge duels» 20:00 (UTC−6) |        |       |         | Sports Authority Field at Mile High, Denver, Colorado Toeschouwers: 49.121 Scheidsrechter: Ricardo Monteiro |

|                                               |                     |       |             |                                                                          |
| 16 juli 2017 «onderlinge duels» 17:00 (UTC−5) | Jamaica             | 1 – 1 | El Salvador | Alamodome, San Antonio Toeschouwers: 44.232 Scheidsrechter: Jair Marrufo |
| 16 juli 2017 «onderlinge duels» 17:00 (UTC−5) | Mattocks 64' (pen.) |       | 15' Bonilla | Alamodome, San Antonio Toeschouwers: 44.232 Scheidsrechter: Jair Marrufo |

|                                               |         |                                   |        |                                                                          |
| 16 juli 2017 «onderlinge duels» 19:00 (UTC−5) | Curaçao | 0 – 2                             | Mexico | Alamodome, San Antonio Toeschouwers: 44.232 Scheidsrechter: Kimbell Ward |
| 16 juli 2017 «onderlinge duels» 19:00 (UTC−5) |         | 22' Sepúlveda 90+1' Edson Álvarez |        | Alamodome, San Antonio Toeschouwers: 44.232 Scheidsrechter: Kimbell Ward |

### Nummers drie
| Grp | Team        | Pld | G | G | V | DV | DT | DS | Pnt |
| --- | ----------- | --- | - | - | - | -- | -- | -- | --- |
| A   | Honduras    | 3   | 1 | 1 | 1 | 3  | 1  | +2 | 4   |
| C   | El Salvador | 3   | 1 | 1 | 1 | 4  | 4  | 0  | 4   |
| B   | Martinique  | 3   | 1 | 0 | 2 | 4  | 6  | –2 | 3   |

## Knock-outfase
|  | kwartfinale            | kwartfinale        |                       |   | halve finale | halve finale |  |  | finale | finale |
|  |                        |                    |                       |   |              |              |  |  |        |        |
|  |                        |                    |                       |   |              |              |  |  |        |        |
|  | 19 juli – Philadelphia |                    |                       |   |              |              |  |  |        |        |
|  |                        |                    |                       |   |              |              |  |  |        |        |
|  | Costa Rica             | 1                  |                       |   |              |              |  |  |        |        |
|  | Costa Rica             | 1                  | 22 juli – Arlington   |   |              |              |  |  |        |        |
|  | Panama                 | 0                  |                       |   |              |              |  |  |        |        |
|  | Panama                 | 0                  | Costa Rica            | 0 |              |              |  |  |        |        |
|  | 19 juli – Philadelphia |                    | Costa Rica            | 0 |              |              |  |  |        |        |
|  |                        | Verenigde Staten   | 2                     |   |              |              |  |  |        |        |
|  | Verenigde Staten       | Verenigde Staten   | 2                     | 2 |              |              |  |  |        |        |
|  | Verenigde Staten       |                    | 26 juli – Santa Clara | 2 |              |              |  |  |        |        |
|  | El Salvador            | 0                  |                       |   |              |              |  |  |        |        |
|  | El Salvador            | 0                  | Verenigde Staten      | 2 |              |              |  |  |        |        |
|  | 20 juli – Glendale     |                    | Verenigde Staten      | 2 |              |              |  |  |        |        |
|  |                        | Jamaica            | 1                     |   |              |              |  |  |        |        |
|  | Mexico                 | Jamaica            | 1                     | 1 |              |              |  |  |        |        |
|  | Mexico                 | 22 juli – Pasadena |                       | 1 |              |              |  |  |        |        |
|  | Honduras               | 0                  |                       |   |              |              |  |  |        |        |
|  | Honduras               | 0                  | Mexico                | 0 |              |              |  |  |        |        |
|  | 20 juli – Glendale     |                    | Mexico                | 0 |              |              |  |  |        |        |
|  |                        | Jamaica            | 1                     |   |              |              |  |  |        |        |
|  | Jamaica                | Jamaica            | 1                     | 2 |              |              |  |  |        |        |
|  | Jamaica                |                    |                       | 2 |              |              |  |  |        |        |
|  | Canada                 | 1                  |                       |   |              |              |  |  |        |        |
|  | Canada                 | 1                  |                       |   |              |              |  |  |        |        |

### Kwartfinale
|                                               |                  |       |        |                                                                                          |
| 19 juli 2017 «onderlinge duels» 18:00 (UTC−4) | Costa Rica       | 1 – 0 | Panama | Lincoln Financial Field, Philadelphia Toeschouwers: 31.615 Scheidsrechter: Óscar Moncada |
| 19 juli 2017 «onderlinge duels» 18:00 (UTC−4) | Godoy 77' (e.d.) |       |        | Lincoln Financial Field, Philadelphia Toeschouwers: 31.615 Scheidsrechter: Óscar Moncada |

|                                               |                              |       |             |                                                                                         |
| 19 juli 2017 «onderlinge duels» 21:00 (UTC−4) | Verenigde Staten             | 2 – 0 | El Salvador | Lincoln Financial Field, Philadelphia Toeschouwers: 31.615 Scheidsrechter: Drew Fischer |
| 19 juli 2017 «onderlinge duels» 21:00 (UTC−4) | O. Gonzalez 41' Lichaj 45+2' |       |             | Lincoln Financial Field, Philadelphia Toeschouwers: 31.615 Scheidsrechter: Drew Fischer |

|                                               |            |       |          |                                                                                              |
| 20 juli 2017 «onderlinge duels» 19:30 (UTC−7) | Mexico     | 1 – 0 | Honduras | University of Phoenix Stadium, Glendale Toeschouwers: 37.404 Scheidsrechter: Ricardo Montero |
| 20 juli 2017 «onderlinge duels» 19:30 (UTC−7) | Pizarro 4' |       |          | University of Phoenix Stadium, Glendale Toeschouwers: 37.404 Scheidsrechter: Ricardo Montero |

|                                               |                            |       |             |                                                                                           |
| 20 juli 2017 «onderlinge duels» 22:30 (UTC−7) | Jamaica                    | 2 – 1 | Canada      | University of Phoenix Stadium, Glendale Toeschouwers: 37.404 Scheidsrechter: Walter López |
| 20 juli 2017 «onderlinge duels» 22:30 (UTC−7) | Francis 6' R. Williams 50' |       | 61' Hoilett | University of Phoenix Stadium, Glendale Toeschouwers: 37.404 Scheidsrechter: Walter López |

### Halve finale
|                                               |            |                          |                  |                                                                           |
| 22 juli 2017 «onderlinge duels» 20:30 (UTC−5) | Costa Rica | 0 – 2                    | Verenigde Staten | AT&T Stadium, Arlington Toeschouwers: 45.516 Scheidsrechter: Joel Aguilar |
| 22 juli 2017 «onderlinge duels» 20:30 (UTC−5) |            | 72' Altidore 82' Dempsey |                  | AT&T Stadium, Arlington Toeschouwers: 45.516 Scheidsrechter: Joel Aguilar |

|                                               |        |              |         |                                                                     |
| 23 juli 2017 «onderlinge duels» 17:30 (UTC−7) | Mexico | 0 – 1        | Jamaica | Rose Bowl, Pasadena Toeschouwers: 42.393 Scheidsrechter: John Pitti |
| 23 juli 2017 «onderlinge duels» 17:30 (UTC−7) |        | 88' Lawrence |         | Rose Bowl, Pasadena Toeschouwers: 42.393 Scheidsrechter: John Pitti |

### Finale
|                                               |                         |       |            |                                                                               |
| 26 juli 2017 «onderlinge duels» 18:30 (UTC−7) | Verenigde Staten        | 2 – 1 | Jamaica    | Levi's Stadium, Santa Clara Toeschouwers: 63.032 Scheidsrechter: Walter López |
| 26 juli 2017 «onderlinge duels» 18:30 (UTC−7) | Altidore 45' Morris 88' |       | 50' Watson | Levi's Stadium, Santa Clara Toeschouwers: 63.032 Scheidsrechter: Walter López |

| CONCACAF Gold Cup Winnaar 2017 |
| ------------------------------ |
| Verenigde Staten 6de titel     |

## Doelpuntenmakers
3 doelpunten
- Alphonso Davies

- Kévin Parsemain

- Jordan Morris

2 doelpunten
- Nelson Bonilla
- Darren Mattocks

- Romario Williams
- Gabriel Torres

- Omar Gonzalez
- Jozy Altidore

1 doelpunten
- Scott Arfield
- Junior Hoilett
- Dejan Jakovic
- Francisco Calvo
- David Ramírez
- Ariel Francisco Rodríguez
- Marco Ureña
- Rodney Wallace
- Gerson Mayen
- Rodolfo Zelaya
- Roy Contout

- Sloan Privat
- Shaun Francis
- Kemar Lawrence
- Je-Vaughn Watson
- Steeven Langil
- Edson Álvarez
- Elías Hernández
- Hedgardo Marín
- Orbelín Pineda
- Rodolfo Pizarro
- Ángel Sepúlveda

- Carlos Chavarría
- Abdiel Arroyo
- Miguel Camargo
- Ismael Díaz
- Michael Amir Murillo
- Joe Corona
- Clint Dempsey
- Dom Dwyer
- Eric Lichaj
- Matt Miazga
- Kelyn Rowe

1 eigen doelpunt
- Aníbal Godoy (tegen  Costa Rica)